# Beneath Medicine Tree
Beneath Medicine Tree è l'album di debutto del gruppo musicale statunitense Copeland, pubblicato il 25 marzo 2003.

## Tracce
Testi di Aaron Marsh. Musiche di Aaron Marsh, eccetto dove indicato.
1. Brightest – 2:05
2. Testing the Strong Ones – 3:36
3. Priceless (For Eleanor) – 4:50
4. Take Care – 4:10
5. When Paula Sparks – 4:54
6. California – 5:26 (Aaron Marsh, Bryan Laurenson, James Likeness)
7. She Changes Your Mind – 3:48 (Aaron Marsh, Bryan Laurenson)
8. There Cannot be a Close Second – 3:38
9. Coffee – 4:46
10. Walking Downtown – 3:06
11. When Finally Set Free – 3:55

## Formazione
Copeland
- Aaron Marsh – voce, chitarra, mellotron, organo, pianoforte, arrangiamenti orchestrali
- Bryan Laurenson – chitarra, pianoforte

Altri musicisti
- Matt Goldman – chitarra, percussioni, arrangiamenti orchestrali
- Troy Strains – chitarra
- Alex Peterson – basso, cori
- Rusty Fuller – batteria, percussioni
- Crystal Ninja String Ensemble – archi

Produzione
- Copeland – produzione
- Matt Goldman – produzione, ingegneria del suono
- Ron Felton – produttore esecutivo
- Chad Pearson – produttore esecutivo
- Gavin Lurssen – mastering